# 探検ドリランド -1000年の真宝-
『探検ドリランド -1000年の真宝-』（たんけんドリランド せんねんのまほう）はGREEの携帯向けソーシャルゲーム『探検ドリランド』を原作としたファンタジーアニメの第2作である。

## 概要
前作『探検ドリランド』の放送枠は土曜23:30枠だったが、本作は土曜10:30に移動しての放送となった。前作から1000年後の世界となり、ハンターはカードに封印され主人公がハンターカードを集めながら冒険をする。脚本を『ポケットモンスターシリーズ』などを手がけた冨岡淳広を起用することで低年齢層向けも狙っている。また、前作の主要声優もハルカとパーン以外は配役を代え引き続き出演している。
ナレーションは田中秀幸が担当。番組最後にミニコーナー「メッキとシャッキのドリルな世界」が入る。

## ストーリー
「ゴード編」
ミコトが魔王ビザンテを封印して数年後、真宝王ゴードというハンターが闇の力を手に入れようとしていた。彼の巨大な力の源である「闇の意思」を封じるために、ミコトは世の中の全てのハンターをカードに封印した。そして1000年後、ドリランドではハンターが伝説の存在であるとされていた。そんなある日、ハンターに憧れる少年ハガンは、彼の家宝のドリルソードを発見する。
「ベリンダ編」
ハガン達によってゴードが倒されハンターがカードから解放された「ゴード事件」から約1年後、真宝震によって久遠の扉が破られ、混沌の子ベリンダがハガンの元に現れる。ハガン達はドリ天界やドリ魔界に狙われながらもベリンダの父親を探す旅をはじめる。

## 登場キャラクター

### メインキャラクター
ハガン
声 - 山口眞弓
本作の主人公。ドリル使いの少年で、1000年前の最強のドリル使いである回転師ディグラスの末裔。ハンターでは珍しい無属性（ハンターだった頃のゴードと同じ）で、口癖は「俺が掘ったら凄いぞ」と「今日の俺は、昨日の俺より強い」であるが、ケイブ出身であるが故にハンターに憧れており、またバナナが大好物で、常に新鮮なバナナを所持している。また、困難な場面になったとしても新たに道を作って突き進もうとするなどの真っ直ぐで、1000年後では忌み嫌われているハンターのことを臆することなく口にし、ハンターになる夢を周りからバカにされてもくじけないなどの心優しい熱血漢であり、またドリル使いなだけに地脈を探ることに優れているが、一方ではかなりの高所恐怖症なために地面に足が付いていないと落ち着かない。家に仕舞い込まれていたドリルの剣を手に入れたことで真宝門を開いて異世界に行けるようになり、更には女神の雫を飲み込んだことにより真宝力を身に付けて封印されていたハンターをカードから解放することができ、キバマル達の主としてハンター達の真の力を発揮させる。また、ドリルは真宝力を込めることにより大きくなり、剣格部分にレバーがあって引くことで逆回転し、巨大ドリルは威力が向上する反面で重くなってスピードが鈍る。絵本に描かれていたハンターとは異なる生き方と価値観を持っていたカシムに出会ったことで己が目指すハンターは何なのか考えるようになる。その後、女神の雫と自身の怒りの力によってハンターをカードに封印したり、キングモンスターをカードに封印して一度だけ味方として召喚できるようになり、その浄化の力によってクララを解放することに成功するも酷使した体内の女神の雫は砕け散り、ハンターとしての力を失ってしまう。しかし、ペホーとの出会いで元気を取り戻し、三属性ではない自分の力「俺属性」を引き出す。その後はゴードとの決戦に挑み、激戦の末に勝利した。ゴードとの決戦後は変わらずに冒険に出る。
ベリンダ編からはゴード事件の一件からドリ天界とドリ魔界の双方から特異点（作中では「特異点（とくいてん）ハガン」）と呼ばれるようになり、更にはベリンダに出会い、ベリンダにパパと呼ばれながらも一緒に旅を始めることになる。その後、初めは言うことを聞かないベリンダにイラつきもしたが、神を敵にしてでもベリンダの生きる道を探すことを決意する。その後は自身の持つドリルが中庸の剣とも呼ばれる三種の神器の一つであることが明かされ、デスメノスと対峙した際にデスメノスによってドリルを破壊されるが、後にスズメ達の協力もあって復活させることに成功する。その後、ドリ天界でベリンダのパパになることを決心し、後に黒幕のディオルと対峙してベリンダや仲間達の協力を得てディオルに勝利する。ディオルとの決戦後はベリンダの消滅によって悲しみに暮れるも仲間達に励まされ、更には再び子供の姿として復活したベリンダと再会を果たし、再びベリンダや仲間達と共に冒険に出る。
激炎剣（げきえんけん）キバマル
声 - くまいもとこ
ハガンの家に剣と共に封印されていた火の属性である武士風のハンターで、1000年前に存在していた炎守隊の元見習い隊員。剣を自在に使いこなし、激炎流爆熱斬という必殺技を使用する。また、カードに何かあると彼自身も傷を負うか、最悪の場合は死亡というリスクに縛られており、まだ真の意味でカードから解放された訳ではない。誇り高いが、背が小さいことは気にしており、また見目麗しい女性に弱く、キノピーは大の苦手である。また、ベリンダ編ではスズメという妹がいたことが判明し、スズメの力強さと嫉妬心の強さには手を焼いている。ハガンによって1000年ぶりにドリランドで復活するもハガンのドリルソードの紋章と自分の服の紋章が酷似していたことから彼がかつての隊長だったディグラスの末裔であることに気づき、後にディグラス率いる炎守隊と共にゴードに敗北し、その際に見習いだったこともあってディグラスに逃がされたために仲間を見捨てて一人で逃げたことを気にしてゴードを打ち倒すことを決意しながらも自身に力がないことも痛感していたことを明かす。その後はその事を指摘するハガンと度々衝突が起きていたが、自分の意思を知ったハガンに励まされ、後にハガンがクララにさらわれた際にはカードからの完全な自由と刺し違えることになることを引換にしても救いたい友人と思うようになる。その後、ゴードとの最終決戦を前にマチの力を得て「爆裂熱波（ばくれつねっぱ）キバマル」にパワーアップする。ゴードとの決戦後はディアスと共に新炎守隊を結成するために故郷で剣の道場を始めて稽古を続けるようになる。
ベリンダ編ではハガンやベリンダと共に新たな旅を始めるが、ベリンダによって再びカード化（また、フェイリンやナガレと異なって普段は私服で、戦闘時にハガンが本来の姿に開放している）される。
- 「斬り込め灼熱の剣（つるぎ）、激炎剣キバマル出陣せよ!」「お宝探して天地燃ゆ、立てよ武士（もののふ）斬り進め、激炎剣キバマルここに見参!」

雷蝶花（らいちょうか）フェイリン
声 - 嶋村侑
雷の属性である魔法使いのハンター。社交的で、明るい性格であるが、大食いなために本人は体重を一切気にしておらず（本人曰く「太らない体質だから」とのことである）、むしろその事でハガンに「太るぞ」と言われて怒ったことがある。また、魔法のホウキを使い、雷による電撃や防御結界、エレキテル治療も出来る他、ベリンダ編ではドリゲノムを持つために覚醒するとパワーアップして電撃も強力になる。
女神の雫が溶け込んだ神秘山の温泉によって復活し、湯の郷の温泉宿「湯楽」（ゆうらく）でハンターであることを隠して仲居をしていたが、後に探検が忘れられずにハガン達と出会ったことがきっかけで行動を共にすることとなる。その後は1000年前に真宝学校に通っていてその頃は眼鏡をかけていたことやおちこぼれであること、卒業試験の最中に逃げ出しながらも退学にはなっていないことが明らかとなるが、後にヒルデとの一対一の勝負に勝利したことでラインハルトから卒業試験の合格を告げられ、1000年を越えての卒業を迎えた。その後、ゴードとの最終決戦を前にソフィアの力を得て「轟雷翔花（ごうらいしょうか）フェイリン」にパワーアップする。ゴードとの決戦後は魔法学校でラインハルトの下で先生になるために勉強し、後に先生になる。
ベリンダ編ではハガンやベリンダと共に新たな旅を始めるが、ハガン以外になぜかベリンダにカード化されないために唖然としてしまう。その後は雷属性の次期三大素の女神候補である「創造の子」として選ばれ、ベリンダの呪いを解く為に再びカード化されてラインハルトにカードを奪われそうになった際に「創造の子」として神の遺伝子ドリゲノムを持つ「混沌の子」ベリンダとは対を成す姉妹のような関係であることや5000年以上前から転生を繰り返していたことが明らかとなり、アデリアから渡されたロメロの古城にあった家宝の魔剣によって前世の記憶を思い出すが、宿命ではなく自分の道は自分で決めると女神候補としてドリ天界に行くよりベリンダの道を見つけることを決心する。その後、ドリ天界でディオルに捕まって神召喚の儀式に利用されかけるが、ハガン達に助けられる。しかし、ヴァンデルと化したディオルの攻撃からハガンらを助けて自身は吸収されてしまい、更にはディオルによってドリゲノムをも吸収されるが、最終的にはハガンとベリンダによって助け出された。
- 「轟け雷（いかずち）の波動、雷蝶花フェイリン飛翔せよ!」「蝶の様に舞い、雷のように咲く、雷蝶花フェイリンはあなたのハートにビリリとショック!」

♨っぴい（ゆっぴい）
声 - 松野太紀
湯の郷の元氏神である黄色いカエル。右目が赤で、左目が青が特徴である。また、少しならばキノピーの言葉が分かり、キノペディアのアクセスも可能である。元はナマズと思われていた大きなオタマジャクシだったが、後に成長してカエルになり、パイプに挟まって源泉を堰きとめてしまったところをハガン達に助け出される。その後、フェイリンの優しいところを気に入ったことでフェイリンの帽子（普段着ではサングラス）に変化して同行する。
輝水卿（きすいきょう）ナガレ
声 - 野島健児、森下由樹子（幼い頃）
槍使いの水の属性であるイケメンハンター。世界は自分を中心に回っていると言い切るほどだが、キラキラした物（宝石）と聞いてカエルの卵を持ってくるなどの美的感覚はズレているために外見の良さや女性に対して紳士な態度で人気を得ても距離を置かれることが多い。また、貴族の出身であるために家宝である槍を武器として使っている。女神の雫の温泉で復活したものの、行き倒れていたところをティアラに助けられる。その後、ティアラに恩返しを申し出た際は彼女から一度は遠慮されながらも「女の子は美しいもの、キラキラしたものが大好き」と聞いて以来は毎日ティアラ達に贈り物を贈り続けたが、ティアラに嫌がられる物ばかりを贈ったせいで敬遠され、後に事情を知って勝負を挑んできたハガン達に敗北し、ティアラ達が営む店に出入り禁止となる。その後は立ち去ろうとしたところをハガンの言葉に動かされ、ハガン達と同行することとなる。その後、ゴードとの最終決戦を前にクララの力を得て「燦水月公（さんすいげっこう）ナガレ」にパワーアップする。ゴードとの決戦後は気ままに探検の日々を続ける。
ベリンダ編ではハガンやベリンダと共に新たな旅を始めるが、当初はあまりベリンダと接しておらず、後にボディガードを任された際にベリンダに色々なことを教える。その後はハガン達を逃がすために一人で残り、暫くは「黄金仮面（おうごんかめん）ファーン」として影ながら行動（ハガン達はあっさり正体が判ってしまっていたが、本人がその気だからと黙っていた）していたが、後にハガン達がドリ天界に向かう中で門に入れずに一人で残されることとなる。その後、カタツムリエステティックサロン「相飛びのスネイル」で大盛況を収めて社長になるもその思いは満たされずにクラウディアとの戦いで自分の思いを知り、クラウディアによってドリ天界に送られ、ドリ天界で再びハガン達と合流する。
- 「打ち砕け怒涛の爆流、輝水卿ナガレ招来せよ!」「流れ流れて流されて見つけたお宝数知れず、その名を麗しの輝水卿ナガレ、しかと記憶に刻むがいい!」

ペホー
声 - 鈴木真仁
第59話より登場したペフーと同種の聖獣の幼体。主にドリ天界を住処にしている。傷心のハガンの前に卵から生まれ、その泣き声からハガンに「ペホー」と名付けられる。その後、ハガンに懐いて少しの間だけ行動を共にしていたが、熱を出した時にはハガンの頑張りとペフーによって回復し、以降はハガンと一緒に行動する。
ベリンダ編では相変わらずにハガンと一緒に行動しており、ベリンダとの冒険にも同行するが、後にベリンダのイタズラに困り果てて何処かへ飛び去ってしまう。その後、ドリ天界に渡ったハガン達と再会し、ペフーと共にドリ天界を案内したり、手助けをする。
ベリンダ
声 - ゆかな
ベリンダ編より登場した封印の扉から開放されたドリ天界とドリ魔界、ドリランド界を破壊すると伝えられる混沌の子。角が生えて背中に黒い羽を持ち、頭にハガンから贈れた飾りを付けているが、幼さ故にかなりの寂しがり屋で、ハガンと離れる際はついていこうとしたり、一度懐いた者と別れる際は涙を流しながら引き止めることもしていた。また、触れたハンターをカード化する力を持つが、ハガンとフェイリンのみその効果が及ばない。最初はハガンの前に赤子の姿で現れてパパと呼ぶが、程なくして赤子から子供の姿に急成長し、片言ながらも言葉も話せるようになる。その後はいたずら好き故に良くハガン達を困らせていたが、そのハガン達と旅を続けるうちにその心も成長していくようになる。その後、ドリ天界でディオルの策略により捕まってドリゲノムを活性化させられ、極光の翼と翡翠石を吸収して混沌覚醒寸前まで行くものの、混沌の中に小さな光（ハガンによるもの）を掴んだことにより覚醒はせずに角と翼が消えて「人」となる。その後はディオルに吸収されたフェイリンを助けるべく、自ら魔剣を使って「魔剣士（まけんし）ベリンダ」へと姿を変えることで混沌の子としての力を覚醒させるが、ハガンに止められる。その後、ディオルを止めるために自身を不死鳥（フェニックス）へと姿を変えてハガンと共に立ち向かい、世界の消滅を回避するために力を使い果たすことで自身の消滅と引き換えにディオルを打ち倒す。ディオルとの決戦後は再び子供の姿（ツノと翼も復活している）としてドリランド界に降り立ち、ハガン達と再会する。

### ハンター
ハルカ
声 - 日笠陽子
第38話より登場した世界を記録している異世界のハンターだが、実はドリランド界の人間ではなく「宇宙」から来た異世界の人間である。キングモンスターに襲われるが、その際にミコトの力（突然開いた真宝門）によってエルアの地に助け出される。復活後は改めて自身の「探検録」をハガンに贈与し、世界を記録する旅に出る。
ベリンダ編ではロメロの村でハガンと再会し、成り行きでハガン達に同行するが、後にとにかくハニワには目がないハニワマニア（第72話にて明かされたが、その際にはハニワを見ただけで興奮を抑えきれずにシュールな一面が見られたり、ドリ魔界に来た際もベリンダの変装にハニワの着ぐるみを着せるなどもしていた）であることや「探検録」とは別にハニワを詳しくまとめた「ハニワ録」を取っていること、実力においては一応はセアドと互角に渡り合う実力は持っていることを明かす。その後、足を負傷したことから傷を癒すために冥王城直前で別れた。
パーン
声 - 内山昂輝
1000年前にミコトと共に戦ったハンター。前述のハルカとも面識があり、また人間と魔族の二つの力を持っていた為にハンターカードに封印されていない。また、人間の寿命を遥かに超えた長命を得ており、現在でも1000年前と同じくらいの若者に見える風貌を保つが、それ故にこの1000年間はハンターカードを守るために一人で戦い続けていた。ハガン達と出会い、現在はハルカの捜索及びゴードの動向を探るなどの単独行動をしているが、時々は彼らを助太刀するようになる。ゴードとの決戦後は黄金キノピーと共にミコトの行方を捜す。
ベリンダ編ではドリ天界が通行を禁じた真宝門を開けるためにドリ魔界の動向を探っており、デスメノスに気に入られたのか、暫くドリ魔界で彼と共にいるようになる。その後、遂にミコトと涙の再会を果たす。ディオルとの決戦後はミコトと共にポロンやウォーレンスを復活させ、相変わらずにドリ魔界でデスメノスと共にいるようになる。
月天使（つきてんし）クララ
声 - 國府田マリ子
第38話より登場した水の属性を持つ三大素の女神で、潤いの雨で人々に恵みを齎す慈愛の女神。ロストハンターの時には死を齎す毒の水を操り、水属性のハンターの力を封じることが出来る。ゼルガドによってカードを奪われ、ゴードに吸収されながらも抵抗していたが、結局はロストハンターと化してしまう。その後はマチやソフィア、仲間達の協力を得たハガンの力によって闇から開放される。
ベリンダ編では人の世に関わり過ぎたためにレナスによって三大素の女神をクビにされ、監視と女神再研修の一環としてレナスの傍にいるようになる。その後はディオルによって拘束されてしまうが、レナスによって解放されて戦争回避に奔走する。その後、ヴァンデルと化したディオルに吸収されてしまうが、ディオルが倒された後に復活した。
アゲハ神姫（アゲハしんき）マチ
声 - 高乃麗
第44話より登場した火の属性を持つ三大素の女神。炎を操って闇を焼き尽くす火属性最強の力を持ち、この世の全てを僅か一時間あまりで焼き尽くす。バクラータウンの博物館に寄贈された女神の像に封じられていたところをハガン達によって復活するが、復活後はテンションが上がらずに勝手に博物館を自分の城に変えてハガン等をパシリと呼んで無茶な要求を突き付ける。その後はクララがロスト化していたことを知り、テルールに向かうもクララを取り戻すことは出来なかった。その後、ハガンの手助けによりクララを解放させることには成功するも自身はゴードに取り込まれ、ロストハンターと化してしまう。その後は闇の力で覚醒するもハガンの力によって浄化されて復活し、その際に炎の力も一時的に失ったためにハガン達にゴードとの最終決戦を託す。
ベリンダ編では人の世に関わり過ぎたためにレナスによって三大素の女神をクビにされ、監視と女神再研修の一環としてレナスの傍にいるようになる。その後はディオルによって拘束されてしまうものの、ナシャによって密かに解放されてハガンのドリルの修復の手助けをする。その後、一旦はまた封印されるものの、レナスによって解放されて戦争回避に奔走する。その後はヴァンデルと化したディオルにより吸収されてしまうが、ディオルが倒された後に復活した。
雷光魔導（らいこうまどう）ソフィア
声 - 水谷優子
第57話より登場した雷の属性を持つ三大素の女神で、雷属性最強の力を持つ1000年前よりフードファイターとして名を馳せていた肉食系女神。食に関しての拘りがあり、一度スイッチが入ると人の指導のために鬼になる。また、キノピーネットワーク「キノペディア」にアクセスすることで情報を得ており、モットーは「サーチ&デストロイ」で、どんな情報も瞬時に掴んで叩き潰す。レトロンの地下にある女神の像に封印されていたところをハガンによって復活し、一度は自称ハンターであるハガンを必要ないと断じ、またクララも闇に染まりきったと判断して排除しようとするが、後にハガンの頑張りを見たことでクララ開放に協力する。
ベリンダ編では人の世に関わり過ぎたためにレナスによって三大素の女神をクビにされ、監視と女神再研修の一環としてレナスの傍にいるようになる。その後はドリ天界からの脱出を画策していたためにディオルによって拘束されてしまうが、レナスによって解放されて戦争回避に奔走する。その後、ヴァンデルと化したディオルによって吸収されてしまうが、ディオルが倒された後に復活し、ついでに次世代の事も曖昧にしようと三大素の女神に居座る。
ミコト
声 - 宮本佳那子
第52話より登場した前作の主人公で、世界を救った伝説的存在。1000年前のゴードとの戦いで三人の女神と共に世界中のゴードを初めとした全てのハンターを封印し、後にハガン一行が過去の記憶に触れた際はハガンの姿は見えずとも会話を交わす。その後、ミコト本人のハンターカードの所在は不明なものの、三大素の女神が揃った時にエルア城でハガンと再会する。
ベリンダ編ではディオルによって捕らえられていたことが判明し、カードの姿でディオルの行動を見ており、ディオルによる神召喚に使われようとした時に封印が解かれて復活する。その後はハガンと共闘し、遂にパーンと再会を果たす。ディオルとの決戦後はパーンと共にポロンやウォーレンスのカードを発見し、復活させた後に彼らと共にドリ魔界を冒険する。
ポロン、ウォーレンス
声 - くまいもとこ（ポロン）、野島健児（ウォーレンス）
第52話より登場したかつてミコトと共に戦った仲間達。最初は所在が行方不明であったが、ディオルとの決戦後にミコトやパーンによって発見されたことで復活する。その後はミコトと共にドリ魔界を冒険する。
ペフー
1000年前にミコトと共に戦った聖獣。1000年後の世界で生き続けており、ペホーやハガンを助ける。
回転師（かいてんし）ディグラス
声 - 田中秀幸
過去の回想に登場するハガン達の先祖である1000年前の最強のドリル使いで、炎守隊の隊長。ゴードとの戦いではキバマルを逃がしたが、直後に部隊と共にゴードの餌食となる。その後、残された自身の剣は子孫であるハガンが使用することとなる。
ベリンダ編ではカード化される前に戦死したために本来は復活するはずもなかったが、ディオルの闇の力による反魂によって蘇り、闇の力に操られてハガン達を襲う。その後はキバマルの力によって倒されて正気に戻り、キバマルらに看取られながら消滅した。
水面桜（みなもざくら）ヨシノ
声 - 園崎未恵
第4話に登場した温泉宿「湯楽」の女将で、フェイリンと共に温泉の湯で復活した元ハンター。経営に厳しいが、根は優しい。無銭尾のハガンとキバマルを容赦無くこき使ったが、温泉が出なくなった問題を解決したハガンとキバマルをツンデレな態度で寝泊り許可させてフェイリンの後押しもした。
神聖騎士（しんせいきし）カリン、獣神女（じゅうしんじょ）グラシア、水精（すいしょう）エルネスタ、狼精（ろうしょう）レアン
声 - 菅谷弥生（カリン）、山本希望（グラシア）、平間葵（エルネスタ）、村中知（レアン）
第41話に登場した温泉宿「湯楽」の仲居達で、フェイリンと共に温泉の湯で復活した元ハンター。旅立つフェイリンを激励した。
荒野侍（こうやざむらい）ワイルド
声 - 大川透
第45話に登場した拳銃と刀の二刀流の火の属性である侍のハンター。二刀流になることで強くなろうとしていたハガンに弟子にしてほしいと頼まれたが、一匹狼であることを理由に断る。しかし、後にハガンに稽古をつけることになったキバマル達に付き合ったり、キバマルと喧嘩別れしたハガンに「時には立ち止まることも必要だぜ」と諭し、またゼルガドとの戦いの中で魔宝力をキバマルに託す。
キノコ騎士（きし）マシュー
声 - 森田成一
第46話に登場したキノピーの里に住む騎士のハンターで、マシュネの兄。喋るキノピー型の剣であるマシューソードは使い手の強い思い（強い思いとはキバマルのキノコを恐れる強い思いとそれでも戦わなければならないというやけっぱちな思い）によって強くなり、巨大化する。1000年前に身寄りが無かったところをキノピーに里に運ばれて育てられ、そのキノピーに恩を返すためにハンターになったが、封印されて女神の雫を養分に育った黄金キノピーによって復活した。その後、キノピーを誘拐している犯人を捜しているところでハガンらと会い、後にキノピーを救うために己の身が傷付こうと武器を使わずに助け出そうとするが、マシュネがジャンボキノピーに取り込まれると止むを得ずに武器を構えて立ち向かう。
キノコ騎士（きし）マシュネ
声 - 鈴木真仁
第46話に登場したキノピーの里に住む騎士のハンターで、マシューの妹。喋るキノピー型の盾であるマシュネシールドは使い手の思いによって大きくなり、またお料理に最適だと良いことからキノコ料理の鉄板代わりにするためにマシューは料理に使うなと言っているが、炒める時に使うとおいしくなってほしいと願う自身の思いが隠し味になるために鉄板として使い続けている。ジャンボキノピーによって融合させられてシールドキノピーとなってしまうが、キバマルに助けられる。
軍神（ぐんじん）ラインハルト
声 - 浜田賢二
第47話に登場した1000年前の真宝学校でフェイリンの師であったハンターで、大陸一の雷の使い手。真宝学校の巨大樹に保管されていたところをハガンによって復活し、フェイリンに実力がないのではなく、己に自信を持って緊張を克服すれば合格できる力を持っていると見抜いており、卒業試験としてヒルデを退けたフェイリンに合格を告げた。その後、真宝学校を守り、生徒達を立派なハンターにするために留まる。その後はゴードとの決戦に挑むハガン達をサポートした。
ベリンダ編ではフェイリンが創造の子だと知った際には強引にドリ天界に連れて行こうとしたが、ソフィアの説得を受け入れて引き下がる。その後はドリ天界に渡ったフェイリンの前に自分の分身のゴーレムである雷轟軍神（声 - 稲田徹）を呼び出して立ち塞がり、自分の命を削ってまで強引にフェイリンに力を引き出させようと画策する。
神風（かみかぜ）カシム
声 - 阪口大助
第48話に登場した雷の属性である盗賊のハンター。武器は大きな鍵で、先端から縄付きのカギ爪を射出できたり、雷魔法で解錠する事が出来る。1000年前に盗賊頭アスカの宝物庫で伝説のお宝を狙っていたところをカードにされ、ハガンによって復活するが、ゴードについては気にも留めずにお宝探しの続きを始める。その後、疑り深く皆の為にとか言うやつは信用できないと言うが、共に宝を見つけたハガンを認めて去って行った。
ベリンダ編ではハルカに頼まれたことでドリ魔界において闇の翡翠石を奪うために冥王城に潜入し、ハガン達に協力する。
盗賊頭（とうぞくかしら）アスカ
声 - 清水愛
第48話に登場した伝説の女盗賊。本人は既に死亡しているため、伝説の宝物を求めて宝物庫のトラップを潜り抜けてきた者の前に幻影のメッセンジャーとして現れるが、宝物庫にたどり着いた者に投げキッスとおもちゃの特製金メダルを与えるという冗談のような宝を残す。
蒼焔騎士（そうえんきし）ディアス
声 - 山口勝平
第49話より登場したキバマルよりも強い青い炎を操る炎属性のロストハンターで、人工封印カードのブランクカード製造工場及びキングモンスター育成機関である前線基地フロントテルールの総司令官。気にいった相手を「兄弟」と呼んだりするなどの馴れ馴れしい性格で、特にテンションが高く、冷静なゼルガドにテンションを上げるように迫るが、逆にテンションの高いメッキに対しては「ディーはん」と連呼されることもあって拳骨で黙らせるなどの気に入っていない。また、ゴードが普通の人間だった時代から知っており、ゴードの支配する世界に興味を持つ。マチがゴードから奪ってハガンの手に渡っており、ハガンによって工場を破壊されて自身も再度カードに封印されて闇を浄化できずにいたが、魔法学校に預けられた。しかし、女神によって復活してからはゴードに楯突いているハガン達に付いたほうが面白そうと女神の陣営についており、後にゴードとの決戦に挑むハガン達をサポートした。ゴードとの決戦後はキバマルと新炎守隊を結成するために稽古を続ける。
ベリンダ編ではドリ天界とドリ魔界の全面戦争直前には強引に割り込み、ヘルメレクに戦いを挑んだ。その後、ヴァンデルと化したディオルに吸収されてしまうが、ディオルが倒された後に復活する。
烈火の獣将（れっかのじゅうしょう）カイ
声 - 金光宣明
第51話に登場したかつてナガレの相棒だった炎の属性である黒虎姿のハンター。料理が上手く、その毛並みはナガレを夢中にさせる程の手触りをしている為にしょっちゅう撫でられているが、うなじに触られるのが弱い。また、相手に掴み掛かる接近戦専門で、ナガレとは「最強無敵の超獣コンビ」として組んでいた。ある古城でモンスターの手からナガレを庇って死亡したと思われていたが、実はその下にあった真宝門から転移したことで生き永らえる。その後は1000年後の現在になって忌まわしの樹海でナガレと再会し、旧友との再会に喜びを分かち合ってハガン達とも短い間で親交を深めるが、既にDr.プラーによって実験体にされており、時間が経過するにつれてナガレやハガン達との記憶も失い、白虎姿の「聖獣王カイ」に変貌してしまう。その後、巨大化して暴走したためにハガンの力でも浄化することが出来ず、最後はナガレによって止めを刺される形で死亡した。
時乃番人（ときのばんにん）サラ（午後11時30分の時乃番人サラ、午前10時30分の時乃番人サラ）
声 - 植田佳奈
第52話に登場した双子の時の番人。二人とも同じ姿をしている。時空の狭間で封印を解かれ、ハガン達に1000年前のミコト達の戦いを見せる。
喰草創術（がそうそうじゅつ）アリソン
声 - 前田愛
第54～56話に登場した闇の太陽によって腐敗を続ける機械世界レトロンでたった一人で植物を研究している少女だが、実はオリジナルのアリソンがレトロンに植物を実らせるために作り出した実体のあるホログラフである。眼鏡をかけて背中の鉢植えから罠式食虫植物のエルル&アルル（声 - 高戸靖広）を生やしているが、靴紐を結んでいない為によく転ぶ。レトロンで花を咲かせるためにたった一人で研究を続けてこの世界に残らなければと漠然と感じており、後にハガン達と出会った事によりハンターになりたいと思うようになるが、最終的にはハガンを助けるためにレトロンとシンクロし、闇に侵食されて「これで私もハンターになれたかな」と言い残して消滅した。
鉄壁女神（てっぺきめがみ）リュシー
声 - 志村由美
第68話に登場したファビオの元パートナー。強力な剣と盾を持つ。宝探しの最中にファビオと出会い、共に旅をしていたが、ある廃墟でファビオを庇って生死不明になり、レナスに忠誠を誓うことで女神として再び生を受ける。その後、ドリ天界の正義のためと混沌の子の破壊任務を受けるが、ベリンダを庇うファビオと戦い続けることが出来ずに戦いを止めてファビオと共に再び旅をする。
多節棍（たせつこん）ファビオ
声 - 小西克幸
第68話に登場した半年前にハガンがカードから解放したハンター。多節棍を武器にし、猿の物まねが得意である。空腹で賞金に目が眩んでベリンダを襲うものの、ハガンと再会して事情を聞いたことで同行を決める。その後、ドリ天界側に組した元パートナーのリュシーと再会し、説得の末に和解してハガン達と別れた。
愛騎士（あいきし）リンコ
声 - 中司ゆう花
第75話に登場した1000年前にディグラスの門下を目指したハンター。ドリルのように回転し、ディグラスの剣と同じ天地鳴動の鋼で出来ている大型ランスを使う。実力は十分であったが、水属性であったために炎守隊には入れずにその後も追っかけ（ストーカー）として炎守隊に付きまとうようになる。1000年後はデスメノスによって復活し、ディグラスの剣を貰うことを条件にコロシアムでハガンと決闘を挑むが、お腹が満たされたハガンにあっさり敗れる。その後、再びハガン達の前に現れ、ディグラスの剣を失うことを惜しんで修復のための材料としてハガンに自身が使っていたランスを渡す。
長刀小町（ちょうとうこまち）スズメ
声 - 後藤麻衣
第76話より登場したキバマルの故郷トカジにいるキバマルの妹の鍛冶職人で、ツインテールが特徴であるキバマルと同様の爆炎流の使い手。以前にハガンがカードから開放しているため、ハガンとは知り合いである。また、力が強く、キバマルの近くに女性がいるだけで恋人と疑う程に嫉妬心が強い。ドリルを直すために尋ねてきたハガンに対して最初は自分は刀鍛冶でドリルは打ったことがないと断るが、後にハガンのドリルへの思いを聞き遂げたことで天地鳴動の鋼を使って鍛え直す。
二刀小町（にとうこまち）ヒバ
声 - 高橋李依
第76話に登場したスズメと同様の鍛冶職人。
大刀小町（だいとうこまち）ツミ
声 - 橋本結
第76話に登場したスズメと同様の鍛冶職人。
魔神騎（ましんき）ヴァンデル
声 - 藤本たかひろ
第77話に登場した一時的に手を組んだレナスとデスメノスによって起動された絶対の傀儡である古のハンター。ゴードに似た異形の姿をしており、また光と闇の追跡者と呼ばれ、それ故に光と闇の力を持たないと起動しない。また、ハンターでありながらも自意識を持たず、また雷属性である故に雷を吸収する。トカジの螺旋山で天地鳴動の鋼を破壊し尽くしてベリンダを狙うが、覚醒したフェイリンとベリンダの協力を受けたハガンらによって倒される。
薔薇乙女（ばらおとめ）ブリリアン
声 - 松野太紀
第80話に登場したボニーの一番弟子であるイソウェルの末裔で、かつてのミコトの戦いで活躍した伝説の英雄である男。ナガレのエステの早くからの常連として店でふて腐れているナガレを見かね、友人であるクラウディアを嗾けた。その後、ナガレが旅立った後はエステを任される。
水魔導神（みずまどうしん）クラウディア
声 - 井上喜久子
第80話に登場したクララの先輩にあたる先代水属性の女神。魔道書から女神を召喚して戦わせる。また、元女神の特権としてドリ天界への門を開くことが出来る。任期を全うしてドリランド界で人間として暮らしていが、ブリリアンに頼まれてナガレを発起させるために戦いを挑む。その後、ナガレをドリ天界に送った。

### テルール
真宝王（まほうおう）ゴード
声 - 柴田秀勝、西健亮（青年）
己の野心のために闇の扉を開いて封印されたビザンテを吸収した邪悪なハンター。1000年前は無属性で、三つの属性が宿る人形を操るハンターとして活動していたが、1000年前の世界で故郷の村が流行病で全滅して薬草を作るも追い詰められて絶望し、闇に取り込まれる（その際に三つの人形は鎧へと変化した）。その後は闇に飲まれつつも闇を支配しようとし、その過程でビザンテ以上の力を得て自身に対抗する炎守隊を倒したが、ミコトによって封印される（しかし、実際にはミコトの封印の光が自身の闇を弱らせただけで、封印はされていなかった）。その後、1000年後の世界で真宝力復活の為にゼルガド達にハンターカードを集めさせており、復活前でもキングモンスターを召喚させることができる力を持っていたが、後にクララとマチの魔宝力を得た事で繭となり、更にはソフィアの力を取り込んだことで闇を反転して神に近いし光の属性を得た存在となって復活を果たす。その後は己の理想郷を作るために穢れた世界を無に還して新たな理想の世界を作ろうとするが、一度はハガンに倒される。しかし、自らの身体を差し出したDr.プラーと融合することで怪物となって復活し、ハガン達に襲い掛かるも仲間達のサポートを受けたハガンによって完全に打倒される。
Dr.プラー
声 - 優希比呂
鳥のようなマスクを被っているゴードの主治医。ハイテンションな敬語で喋り、高い地位についていながらも主であるゴードだけでなく部下のメッキやシャッキにも「様」付けし、敵であるハガン達にも命令系でありながらも丁寧な口調で話すが、全てのハンターがゴードに吸収されようと構わずにいたり、クララがハガンに攫われながらも何もせずにのんびり温泉から帰ってきたメッキとシャッキに黒いオーラを纏いながらお仕置きしようとするなどの酷薄さが窺えるような発言もすることもある。また、元は長い時を生きたハンターだと称しており、仮面の下の素顔は何もない空っぽの存在である。今までゴードの命令に従い、ずっとゴードを支えてきたが、最終決戦でのゴードの敗北を目の当たりにしたことで最後にはゴードに自らの身体を差し出した。
幽玄兵（ゆうげんへい）ゼルガド
声 - 加瀬康之
水属性であるゴードの忠実な右腕。無愛想且つ冷徹な性格で、ゴードの命でハンターカードを集めている。元々はレトロンに住んでいたが、後に亡き妹であるアリソンの犠牲の上で栄華を築いた人間に絶望して自身の死のために旅を続け、その過程でゴードと出会い、ゴードに妹を蘇らせることを条件に忠誠を誓うことでその時から身体の時間は止まり、1000年の刻を越えて仕えることになる（その際にアリソンの形見である水晶のカケラをペンダントとして着けている）。その後、ハガン達との戦いの際に左頬に傷を負うことになった以来は二人の名を覚え、特にハガンには強い敵意を抱くようになる。その後はハガン達と度々衝突し、後にゴードとの最終決戦に挑むハガンの行く手を阻むが、最後はハガンによって1000年の真宝を解かれ、消え去る間際に意識の中でアリソンと再会し、優しい顔を見せながら消滅する。
香烈姫（こうれつき）ヒルデ
声 - 神田朱未
闇に染まった失われた時代の水の属性であるロストハンター。口から甘い匂いを出して相手をとろけさせるが、他にも水の鞭を武器としており、更には闇のパワーを得ることにより髪が翼状になる。また、ゴードに忠誠を誓っており、ゴードに認められたいがために右腕として信頼の厚いゼルガドにライバル心を燃やしているが、全ての部下にライバル心を抱いているわけではなく、ロスト化したクララが自由に行動することにも嫉妬せずにむしろ水属性の憧れであるクララに自由を楽しめるように尊重するような発言もした。1000年前の真宝学校では首席で卒業しており、その証として黒い箒を持っている。また、復活させてもらった恩からゴードを愛しており、そのために彼の望む理想郷にも憧れを抱いて彼に協力している。ハガン達と度々衝突し、後の最終決戦ではゴードに向けて放たれたイソエルの剣の真宝弾を捨て身で退けたが、最後はゴードの光によって消滅した。ゴード敗北後は復活（その時には既にゴードに忠誠を誓っていた時の悪い雰囲気とは違って明るい感じに変わっており、ベリンダ編でもハガンらやラインハルトとも和解しているようで、特にハガンらにはゴード事件のことで反省しているような発言もしていた）し、メッキとシャッキのメイドカフェでメイドになって働くことになる。
ベリンダ編では相変わらずにカフェのメイドとして働いているが、ハガンによってカフェ大破後はドリ天界の動向を探る。その後、ラインハルトと行動を共にし、フェイリンのことで動く彼に協力した。ディオルとの決戦後はメッキとシャッキがメイドカフェを建て直したことにより再びメイドとして働き始める。
メッキ
声 - 柳原哲也
ゴードの使い魔で、人間の男性に姿を変えているモンスター。関西弁で喋り、ゴード軍の誰に対してもタメ口で話す。また、ディアスと同様にテンションが高く、誰に対しても名前に「～はん」を付けて呼んでいる。エンディングと次回予告の間に位置する『メッキとシャッキのドリルな世界』にも登場し、銀トレイによく似た武器を扱う。また、元は下っ端として働いていたが、長年の下積みを経て幹部になったことが明らかとなっている。光の存在になったゴードに付いていけずにシャッキと共に逃亡し、メイドカフェ『闇カフェ ドリルな世界』を開業して店長になるが、一年後にハガンによってローン34年を残して店は大破する。
ベリンダ編ではレギュラーに昇格し、ベビーシッターの名目でハガンやベリンダ達と行動を共にするが、同時に店を破壊されたことはまだ根に持っているために絶対弁償させるとハガンに告げる。ディオルとの決戦後はメイドカフェを建て直し、店長として働き始める。
シャッキ
声 - 宮本佳那子
ゴードの使い魔で、メッキの相方でもあるメイド姿の人間の少女型モンスター。気だるそうな喋り方が特徴で、メッキと同様にタメ口で話すが、一方ではロスト化したクララに共感できるものがあるらしく、「友達になれそう」と称した。また、『メッキとシャッキのドリルな世界』では本編と一転してはきはきと喋り、巨大な中華包丁に似た武器を扱う。光の存在になったゴードに付いていけずにメッキと共に逃亡し、メイドカフェを開業するも一年後にハガンによって店は大破する。
ベリンダ編ではレギュラーに昇格し、ベビーシッターの名目（魔族ベビーシッター一級の資格を持っているために子守りは得意である）でハガンやベリンダ達と行動を共にする。ディオルとの決戦後はメイドカフェを建て直し、働き始める。

### ドリ天界
女高天帝（じょこうてんてい）レナス
声 - 久川綾
ベリンダ編より登場したドリ天界のトップである慈愛の神と呼ばれる天帝。二匹の青い鳥を従えている。神が定めた世界の調和を保つことを第一とし（たとえ人の世が破壊されようと）、人の世は人が育むべきだと考えて下界に関わり過ぎた三大素の女神をクビにした。ドリ魔界との同盟が決裂後はドリ魔界との戦争を決意し、ディオルの行動を見逃してハガンの訴えにも当初は耳を貸さなかったが、ハガンの熱意に考えを改めて協力する。
光貴公神（こうきこうしん）ディオル
声 - 石田彰
ベリンダ編より登場した本作の黒幕であるドリ天界の最高幹部で、レナスの右腕である神を束ねる男神。通常は右目を瞑っているが、開くと赤い目をしている。また、死亡した人間の魂を操る事ができ、更には生前の者の記憶を読み取ることでその者の属性や技を使う事もできる。密かにヘルメレクと通じてドリ天界とドリ魔界を手を組ませようとしたり、三大素を封印するなどの策略を巡らせているが、真の目的は神の声を聞くことで、その為だけにベリンダとフェイリンを利用して世界を破壊しようと画策する。しかし、ベリンダの覚醒には失敗し、次にフェイリンとミコトのカード、ベリンダの魔剣を使って神召喚の儀式を行おうとするもそれも失敗した。その後、反魂の術でディアガーやゼルガドの魂でハガンやミコトを攻撃するものの、退けられる。その後はその戦いの中でハガンの力に神を感じ、自分には答えないのは神が世界を見放したせいだと思い込み、ヴァンデルの仮面で自らが混沌となるためにヘルメレクを吸収してヴァンデルと化し、更には三大素の女神やエリクスを始めとする多くの者やフェイリンも吸収してベリンダをも吸収しようとするが、ハガンとベリンダによって倒され、復活した後は憔悴しきった状態のまま呆然としており、その後の消息は不明である。
水晶聖女（すいしょうせいじょ）コスモス
声 - 後藤友香里
第64話より登場した水属性の次期三大素の女神候補。様々な事象を映し出す水晶玉を持ち、久遠の扉の異常もいち早く察知した一方で、真宝門の不自然な封印などのディオルの行動には疑問を持っているものの、ソフィアら現三大素を封印するなどのディオルに盲目的に従っている。ドリ天界に来たフェイリンを騙し、小魔剣と極光の翼を奪って封印するが、直後にミコトをも利用するディオルに付いていけずに逃亡してしまう。
天上女神（てんじょうめがみ）ナシャ
声 - 福原綾香
第64話より登場した火属性の次期三大素の女神候補。現在のドリ天界に不審を持っており、レナスに従いつつも一方でマチを逃がしている。ドリ魔界との戦争が決定した際はレナスよりドリ魔界攻撃の大将に任命されるが、後に戦争回避に奔走するクララやマチ、ソフィアに協力した。その後、ヴァンデルと化したディオルにより吸収されてしまうが、ディオルが倒された後に復活する。
鉄槌神（てっついしん）アヴィエル
声 - 泰勇気
第64話より登場したドリ天界混沌追撃一番隊隊長で、混沌の子を破壊するために現れた刺客。武器は両腕の巨大なグローブの鉄槌で、奥義はゴッドブレイバーである。ハガンがディオルの目論みを打ち砕いた際は何も出来なかった自分の無力さを痛感していたが、後に自分に出来ることをするために奔走する。事件後はディオルの後を継いでドリ天界の最高幹部になる。
手芸少女（しゅげいしょうじょ）ポケット
声 - 今野宏美
第78話に登場したナシャの眷属。持っているハサミはなんでも切れる。ナシャの要請でマチの封印を切り裂いて開放した。
千刃鎌（せんばがま）アムンゼ
声 - 大空直美
第81話に登場した炎属性であるナシャの眷属。一見は無邪気な感じだが、笑いながら襲い掛かるためにハガンらを怖がらせた。また、ちょっとSっ気があるような発言もしていた。笑いながらカマをブン回し、周りの物を壊しまくる。また、炎を纏わせたカマをブーメランのようにして投げる攻撃もする。ナシャの命でハガン達を追い掛け回していたが、ディオルに命令で渋々断念する。
ドリ天界軍兵士
第80話より登場したドリ天界の兵士。ナシャが率いる精鋭とドリ天界の親衛隊の二種類が存在するが、親衛隊はハガン達に倒される。

### ドリ魔界
冥界王（めいかいおう）デスメノス
声 - 田中秀幸
ベリンダ編より登場したドリ魔界の魔族の王。主に強力な冷気を操る。また、今まで争いが絶えなかったドリ魔界を自身の力だけで制圧することでなんとかまとめている。ドリ天界とドリ魔界の盟約である調和を守るために混沌の子の復活はドリ天界の失態だとし、ベリンダを自分の下に管理してドリ天界への圧力にしようとしており、その為にセアドらにベリンダを連れて来るように指示する。ドリ天界との同盟が決裂後はドリ天界との戦争を決意し、戦争開戦間際においてヘルメレクに襲撃されて応戦するも自身の真宝力でしか攻撃は効かないという弱点を突いたヘルメレクの攻撃によって消滅する。しかし、実際は消滅しておらず、パーンと組んで誰が戦争を起こそうとしていたのかを炙り出すための芝居であることが判明し、姿を現した後に逃げようとしたヘルメレクを永久凍結したが、直後にディオルとの決戦に挑むハガン達をサポートした。
獄炎王子（ごくえんおうじ）ヘルメレク
声 - 青木強
ベリンダ編より登場したドリ魔界三巨神の火属性であるデスメノスの側近。ドリ魔界No.2の真宝力を持ち、人間の匂いが大嫌いであるが、人間でありながらも人間の匂いがしないフェイリンに興味を示し、またデスメノスが興味を示すパーンは気に入らないようである。また、表向きはデスメノスに従っているが、実際は自身を駒としか見ず、また客人であるパーンやフェイリン、ベリンダをなぜか特別扱いにするデスメノスに不満を募らせている。ディオルの画策に乗ってドリ天界とドリ魔界を手を組ませようとするが、決別するとドリ天界との戦争の先発を負かされる。その後は自身の幻覚に先発隊の指揮を執らせ、本人はデスメノスを襲撃して倒すが、ディオルには門番のように扱われ、レナスには足止めをすることも出来ずに苛立ち、自分勝手に行動することを決めて戦争の前線に戻り、戦いを続けようと考えるようになる。その後、倒したはずのデスノメスが実は生きていて、全てはパーンと組んでいた芝居であったことを知り、その場でデスメノスの冷気で永久凍結させられた上にディオルに吸収されてしまうが、ディオルが倒された後に復活し、後に風呂掃除をしている姿が見られた。
邪精神（じゃせいしん）エインシー
声 - 早水リサ
ベリンダ編より登場したデスメノスの側近で、ドリ魔界三巨神の雷属性であるドリ魔界No.3の実力者。デスメノスの消滅の時にパーンが逃亡することを見たことから彼を犯人と勘違いし、その時はパーンを処刑をすることでドリ魔界の混沌を沈めようと考えるが、セアドの説得で止めた。
邪神騎（じゃしんき）セアド
声 - 阪口大助
第65話より登場した混沌の子捕獲の命を受けた魔族。無数の帯のようなものを武器にするが、特に地位は高くなく、ヘルメレクからは下っ端と見下される。また、妻子持ち故にカミさん特性の魔界弁当を作ってくれる程の夫婦仲なために自称魔族の育メン代表として育児には拘りがある（子供は4人、カミさんはハニワ似で、最終回にてちょっとだけ登場した）。当初はしつこいくらいにハガン達を追っていたが、戦争が始まると知ると家族のことが心配になってドリ天界に単身で向かい、そこで遭遇したハガン達に懇願されたことでハガンの言ったことを信じてみることにし、ドリ魔界の説得役に応じる。その後、パーンの処刑を考えるエインシーを説得したりと奔走する。
魔族姫騎（まぞくきき）アデリア
声 - 佐々木愛
第69話より登場した魔族の村ロメロでベリンダを奪いに来たキングモンスター使い。武器は戦斧である。ベリンダに呪いをかけたものの、フェイリンの事を聞いて休戦を申し込み、フェイリンにロメロの古城を案内する。
花売り娘ハナエ
声 - ハナエ
第73話にゲスト出演した冥王城の城下町でキノピー風のカサを付けた魔族の花売り。
ドリ魔界軍兵士
第74話より登場したドリ魔界の兵士。ヘルメレクが率いる精鋭とデスメノスの城の衛兵の二種類存在する。

### その他（ゴード編）
ダグ
声 - 稲田徹
牧場をしているハガンの父。ハンターが悪の代名詞と見なされてしまった今の時代の風潮もあってハガンがハンターになることは猛反対だったが、後に息子の決断を受け止める。
ペルーシャ
声 - 進藤尚美
ハガンの母。ハンターになったハガンを夫と共に信じることにする。
ティアラ、ジュエル、ピアス、マネジ
声 - 藤田咲（ティアラ）、前田綾香（ジュエル）、内山夕実（ピアス）、平野正人（マネジ）
バクラータウンの女神の神殿があった跡地に立てられたスナック「魅惑の殿堂パリウッド」のホステス達と支配人マネジ。ティアラは一年前にイケメンのナガレを助けたものの、その美的感覚に辟易してハガン達に助けを求めた。
チェリー
声 - 世戸さおり
荒野の町の酒場の女主人で、数少ないワイルドの理解者。
教頭
声 - 三田ゆう子
真宝学校の教頭。ハンターではないが、真宝学校を管理してきた。
ドジキン
声 - 藤本たかひろ、下地紫野（年少期）
第53話に登場した火山火口でフェイリンを助けたゴードの支配を受けていない野性のキングモンスターだが、実はフェイリンが子供の頃に出会った赤い光を纏った伝説の「キングドラグバ」である。口から火炎弾を吐くが、命中度が低い。ハガンから「ドジキン」と名付けられたが、直後にヒルデによってカードに封印されてしまう。その後、カードから復活してヒルデを撃退するものの、大きなダメージを受けていた為にかつてフェイリンが幼少時に贈ったブレスレットを残し、消滅した。
アリソン
声 - 浅野真澄
第55話に登場した1000年前のゼルガドの妹で、魔宝力と科学力を融合させて無限のエネルギーを作る開発をしていたレトロンの科学者。エネルギーの完成間近で暴走した装置を止めるために他の研究員の制止を振り切って装置の暴走を止めることには成功したものの、その際にエネルギーを体に受けたことが致命傷となり、ゼルガドの目の前で息を引き取る。死後は英雄扱いされたことでその装置の塔はアリソン記念塔と名付けられ、更には生まれた子供にアリソンと名付けるのも流行し、その時にゼルガドによってレトロンに水晶の墓が建てられるが、実はその意識は塔の地下にあるレトロンコアに残されており、荒廃したレトロンに植物を復活させるためにもう一人のアリソンを作り出す。その後、闇に侵食されるレトロンを前にもう一人のアリソンに彼女の正体と植物復活の断念を告げるが、彼女のハガンを助けたいという願いに応えてレトロンコアを中心としたメカで支援する。
救急隊員
声 - VALSHE
第55話にゲスト出演した救急隊員で、ゼルガドの同僚。一言だけ喋っていた。
黄金キノピー
声 -  一木千洋
女神の雫を養分に育ったキノピー。その名の通りに黄金に光り輝いており、またハガンと同様に封印されていたハンターをカードから解放することが出来る。封印されていたマシューとマシュネをカードから解放し、後に封印された他のハンターをカードから解放するために旅立った。その後、エルアの地にてハルカと共におり、パーンと出会う。ゴードとの決戦後はパーンと共にミコトの行方を探すために彼に同行する。
キングバシャタ
声 - 阿座上洋平
キングモンスター。
バナナ
声 - 後藤友香里
アリソンが作り出したバナナ（の形をした食虫植物）。ハガンの「バナナが食べたい」という要望から作り出されたが、食虫植物なために逆にハガンらに噛み付く結果となる。

### その他（ベリンダ編）
エリクス
声 - 高戸靖広
第64話より登場した月が消えれば消える天と地の狭間の世界の月下大地の主である眼鏡をかけた巨漢の賢者。自分の名前もロクに覚えておらず、また人と話す際も途中で居眠りをすることがある。混沌の子について知っており、ハガン達に「天界の極光の翼、魔界の闇の翡翠石、ドリランド界の中庸の剣が揃いし時に進む道がみえる事」を示し、すぐにハガン達と別れた。その後はハガン達とドリ天界で再会し、三種の神器や混沌と創造の子の真実を話すが、ハガンらを見送った後は戦争最前線に現れ、キングモンスターを使って戦争回避をしようと画策する。その後、ヴァンデルと化したディオルに吸収されてしまうが、ディオルが倒された後に復活した。
ハニワ王
声 - 尾形雅宏
第72話に登場したドリ魔界の前方後円墳のダンジョンにあるハニワの国の王。
ハニワ姫
声 - 高橋未奈美
第72話に登場したドリ魔界のハニワの国の馬形埴輪風の姫。三日前から地下のダンジョンに行って迷っていたが、後にハガン達によって救出される。
ハニワ兵
声 - 今村卓博
第72話に登場したドリ魔界のハニワの国の武装男子立像風のハニワ兵。目が節穴なためにハニワ姫の区別はリボンでしか判別できない。ハニワの着ぐるみを着たベリンダを間違って連れて来てしまうが、後に間違いであることを知るとハガン達に謝罪した。
フェイリンの両親
声 - 藤本たかひろ（父）
第83話に登場したフェイリンの親。1000年前に亡くなっているはずだが、フェイリンを油断させるためだけに魂を一時的に蘇らせた。
ナガレの父
声 - 金本涼輔
ナガレの父親で、貴族。
執事
声 - 増谷康紀
ナガレの実家の執事。

## 用語
ドリランド界
ミコト達がいた世界を含めてハガンとキバマル、フェイリンとナガレ、ゴード一派がいたそれぞれ別の世界。それらは全てドリランド界の一部で、ドリランド界とはこれらの世界を全て集めた総称でもあるためにそれぞれの世界は真宝門で繋がっている。
千年前と千年後
ミコト達の時代から1000年後のハガン達が生きている時代までのこと。ミコト達が魔王ビザンテとの戦いを終えた数年後に闇に染まったハンターのゴードによって世界が荒らされたために人気だったハンターは一転悪の象徴となり、タブー扱いされるようになったために世界からはハンターがいなくなって行った。
女神の雫（めがみのしずく）
三大素の女神が世界に散らばる闇のかけらを浄化したもの。古（いにしえ）の力が封印されているためにこの女神の雫を取り込むと真宝力が高まって飲み込んだハガンや雫を養分に育った黄金キノピーはカードを操る力が備わり、封印されたハンターカードからハンターを解放することができるようになる。また、闇の欠片はゴートに関係があるらしい。
三大素（さんだいそ）
火や水、雷の三つの属性のこと。水は火に強く、火は雷に強く、雷は水に強い。本来は属性の法則には逆らえないが、相手の力量ではその法則を打ち破ることが可能で、また三つの属性には司る女神がおり、水はクララ、火はマチ、雷はソフィアとなる。
ハンター
探検装備を揃えて遺跡や洞窟などに入り、お宝を見つけてくればハンターとみなされた戦士達。ハンターは自分の為にお宝を見つける者もいれば、人々にお宝を分け与えたり、モンスターなどから人々を守るものもいた為に千年前は花形だったが、遺跡などにはキングモンスターのような強力なモンスターが存在している為にハンター達はそれらに対抗するために昔からある真宝力を身に付けるようになり、いつからかハンターは真宝力を使えることが条件になる。　
ハンターカード
ハンター達が封じられているカードのこと。1000年前に真宝力を得る為にハンターを次々取り込んでいった真宝王ゴードからハンター達を守るために真宝力を持ったハンターを当時ハンターだったゴードを含めて女神達の力を借りたミコトが封印したが、全てのハンターが封印されたわけではなく、パーンやゴードといった例外もあり、ゴードの場合は封印の光が闇を弱らせただけで、封印することまではできなかった。また、封印されたハンターはハガン達の力だけでは完全にカードから自由になることはできないためにハンターとハンターカードは繋がった状態のままで、カードに何かあれば痛みが伝わり、カードが濡れればハンターも濡れ、カードが破られればハンターの命も尽きるが、完全に自由になるためには三人の女神達を集めてその力で封印を解く他ない。
炎守隊（フレイムフォース）
1000年前にミコトとも交流があったゴードに対抗するために火属性のハンターによって組織された炎の軍団。炎守隊に属していたものは何らかの形で炎守隊の紋章を所持しており、キバマルの洋服とハガンのドリル、ワイルドの真宝力で描いたものなどの様々な形があるが、メンバーはハガンの先祖である隊長のディグラスや見習い隊員だったキバマル、かつてディグラスと組んでいたワイルドなどがいる。1000年前のゴードとの戦いで善戦の甲斐無く敗北し、当時の戦いでディグラスに逃がされたことで生き残ったキバマルを除いてほとんどのハンター達がゴードの餌食となる。
ロストハンター
ゴードに忠誠を誓うか、ゴードの闇に染められるなどして闇に染まった失われた時代のハンターのこと。
真宝力（まほうりょく）
ハンターだけが使える力。真宝力が高ければ真宝門を開いて各地を移動したり、火や水、雷の力を自在に操ることができるが、本来は真宝力は誰でも持っており、ハンターはその真宝力が特に強い存在である。
真宝門（まほうもん）
ハンターが別の世界に探検に行く際に使われるもの。真宝門はドリランドの各地に存在するためにハンターはこれを利用してドリランド界のあらゆる場所に移動できるが、普段は目立たないところにあるために通常は見つけ出すだけでも困難である。また、レベルの高い真宝力の使い手は己で真宝門を開くことが出来る。
キノピーネットワーク
各地に無数に生息しているキノピー同士がテレパシーで意識共有している能力。一体のキノピーの経験したことが次の瞬間には他のキノピーへと意識共有されていく、概念的には全世界で一体のみともいえるが、ネットワークには「キノペディア」という詳細な事典も存在し、これによりソフィアは復活後に即座に現状を知ることができた。また、キノペディアは詳細な個人情報も載せられているが、キバマルについてはキノピーを苦手としているためか、削除申請が出ている。
真宝震（まほうしん）
特異点であったハガンとゴードの真宝力の激突によって発生した時空を超えた衝撃波。それにより封印である「久遠の扉」が破れ、混沌が目覚める。
ドリ天界（ドリてんかい）
人の世であるドリランド界を見守っている神の世界。徳の高いものが招かれ、人であることを捨てて神の座に近づく。
ドリ魔界（ドリまかい）
人の世を地の底から見つめている魔族の世界。ドリ天界と共に神が作った世界と言われており、テルールよりも地下世界にあるが、魔族が住んで闇の力がブレンドされた真宝力を持つ。また、魔族は前作から登場しているが、具体的な名称が登場したのはベリンダ編である。
三種の神器
ドリ天界とドリ魔界、ドリランド界にある極光の翼や翡翠石、中庸の剣のアイテム。三つを揃える事により混沌の子ベリンダのドリゲノムの力を解放させる。
宇宙
ドリランド界の星と様々な星や星雲がある世界。ハルカはそこから来た。
混沌の子・創造の子
ドリゲノムを持つ二人の運命の子。今世では混沌の子がベリンダ、創造の子がフェイリンに当たり、何世代にも渡って転生し続けていた。また、混沌の子が目覚めることにより混沌が生まれ、ドリ天界とドリ魔界が争うことにより混沌が深まって世界が破滅し、完全なる混沌となった時に世界を無にし、無になった後に創造の子がドリゲノムの力で世界を再生すると言われている。

## スタッフ
- 原作 - グリー
- エグゼクティブプロデューサー - 遠藤哲哉、真保安一郎
- プロデューサー - 和田慎之介（ゴード編） → 菅沢正浩（ベリンダ編）（テレビ東京）、古川慎、木戸睦、石川哲也（ゴード編） → 後藤大輔（ベリンダ編）
- シリーズ構成 - 冨岡淳広
- キャラクターデザイン・総作画監督 - 渡邊巧大
- モンスターデザイン - 直井正博
- 美術設定 - 西田渚
- 色彩設計 - 澤田豊二
- 特殊効果 - 星野健
- 撮影監督 - 齋藤仁
- 編集 - 牧信公
- 音楽 - 平野義久
- 音楽制作 - 日本コロムビア
- 製作統括 - 岡田将介
- シリーズディレクター - 深澤敏則（ゴード編） → 黒田成美（ベリンダ編）
- アニメーション制作 - 東映アニメーション
- 製作 - テレビ東京、電通、東映アニメーション、グリー

## 主題歌
オープニングテーマ
「Go ahead!」（第38話 - 第63話）
作詞 - 青木久美子 / 作曲 - 前田克樹 / 編曲 - 水島康貴 / 歌 - 高橋秀幸（日本コロムビア）
「Go ahead! 〜SSR〜」（第64話 - 第88話）
作詞 - 青木久美子 / 作曲 - 前田克樹 / 編曲 - 水島康貴 / 歌 - 高橋秀幸andさくら with メッキ（柳原哲也）&シャッキ（宮本佳那子）（日本コロムビア）

エンディングテーマ
「STEP&GO」（第38話 - 第50話）
作詞 - ペンネとアラビアータ / 作曲・編曲 - SEI☆SHIN / 歌 - PASSPO☆（ユニバーサルJ）
「BLESSING CARD」（第51話 - 第63話）
作詞・歌 - VALSHE（ビーイング） / 作曲 - minato / 編曲 - 齋藤真也
「JUVENILE!!!!」（第64話 - 第76話）
作詞・作曲・編曲 - 真部脩一 / 歌 - ハナエ（EMI Records Japan）
「you can do it!」（第77話 - 第88話）
作詞・歌 - Suzu（ユニバーサルJ） / 作曲 - Suzu、Erik Lidbom / 編曲 - Erik Lidbom

## 各話リスト
- 公式サイトのあらすじでは前作の続編という扱いで第37話以降をカウントしている。

| 通算話     | 話数     | サブタイトル                 | 脚本                | （絵コンテ） 演出       | 作画監督                            | メッキとシャッキの ドリルな世界 | 放送日         |
| ゴード編   | ゴード編 | ゴード編                     | ゴード編            | ゴード編                | ゴード編                            | ゴード編                        | ゴード編       |
| ---------- | -------- | ---------------------------- | ------------------- | ----------------------- | ----------------------------------- | ------------------------------- | -------------- |
| 第38話     | #1       | 俺が掘ったらすごいぞ!        | 冨岡淳広            | （深澤敏則） 織本まき子 | 直井正博                            | 千年前と千年後                  | 2013年 4月6日  |
| 第39話     | #2       | ハンターカードの謎           | 冨岡淳広            | 村上貴之                | 飯飼一幸 五十嵐裕輔                 | 真宝力                          | 4月13日        |
| 第40話     | #3       | 決戦!真宝王ゴード城!         | 山下憲一            | 土田豊                  | 仲條久美                            | ハンター                        | 4月20日        |
| 第41話     | #4       | 飛べ、雷蝶花フェイリン!      | 大場小ゆり          | 勝間田具治              | 佐藤元                              | 属性                            | 4月27日        |
| 第42話     | #5       | 美しき貴公子ナガレ           | 北条千夏            | 渡部穏寛                | 北村友幸 織岐一寛                   | 真宝門                          | 5月4日         |
| 第43話     | #6       | その女神、天使か悪魔か       | 冨岡淳広            | （西澤晋） 中村亮太     | 直井正博 梨澤孝司                   | ドリランド界                    | 5月11日        |
| 第44話     | #7       | アゲハ神姫マチ降臨           | 大場小ゆり          | 小山賢                  | フランシス・カネダ                  | 三大素の女神                    | 5月18日        |
| 第45話     | #8       | 一匹狼 荒野侍ワイルド        | 山下憲一            | 織本まき子              | 吉岡敏幸 竹内アキラ                 | 宝物                            | 5月25日        |
| 第46話     | #9       | キピー!キノピーの里          | 北条千夏            | （室谷靖） 村上貴之     | 飯飼一幸 五十内裕輔                 | キノピー                        | 6月1日         |
| 第47話     | #10      | 真宝学校卒業試験             | 田中仁              | 勝間田具治              | 佐藤元                              | ミコト姫                        | 6月8日         |
| 第48話     | #11      | 孤高の盗賊 神風カシム        | 北条千夏            | 土田豊                  | 仲條久美                            | メッキ                          | 6月15日        |
| 第49話     | #12      | 潜入!闇の前線基地            | 冨岡淳広            | 平山美穂                | 渡邊巧大                            | シャッキ                        | 6月22日        |
| 第50話     | #13      | 闇の基地を破壊せよ           | 冨岡淳広            | 渡部穏寛                | 織岐一寛 北村友幸                   | キングモンスター                | 6月29日        |
| 第51話     | #14      | 哀と悲しみの戦友             | 大場小ゆり 冨岡淳広 | （西澤晋） 織本まき子   | フランシス・カネダ アリエス・ナリオ | Dr.プラー                       | 7月6日         |
| 第52話     | #15      | ミコト 決断の刻              | 冨岡淳広            | 村上貴之                | 飯飼一幸 五十内裕輔                 | 女神の雫                        | 7月13日        |
| 第53話     | #16      | フェイリンとキングモンスター | 山下憲一            | 中村亮太                | 吉岡敏幸 竹内アキラ                 | ハルカ                          | 7月20日        |
| 第54話     | #17      | 謎の少女 アリソン            | 北条千夏            | 小山賢                  | 佐藤元                              | 黒い太陽                        | 7月27日        |
| 第55話     | #18      | レトロンに眠る秘密           | 山下憲一            | 勝間田具治              | 仲條久美 渡邊巧大                   | ♨っぴい                         | 8月3日         |
| 第56話     | #19      | レトロンに咲く花             | 大場小ゆり          | 土田豊                  | 直井正博                            | 闇の力                          | 8月10日        |
| 第57話     | #20      | 大決戦!三大素の女神          | 山下憲一            | 渡部穏寛                | 織岐一寛 北村友幸                   | 炎守隊（フレイムフォース）      | 8月17日        |
| 第58話     | #21      | ハガン 戦力外通告            | 冨岡淳広            | （西澤晋） 織本まき子   | フランシス・カネダ アリエス・ナリオ | ダンジョン                      | 8月24日        |
| 第59話     | #22      | ハガンが失くしたもの         | 北条千夏            | 中村亮太                | 直井正博                            | ペフー                          | 8月31日        |
| 第60話     | #23      | 俺が復活したらすごいぞ!      | 山下憲一            | 村上貴之                | 藤崎真吾 飯飼一幸                   | 将来の夢                        | 9月7日         |
| 第61話     | #24      | 真宝王ゴード、その光と闇     | 冨岡淳広            | 勝間田具治              | 佐藤元                              | 光の力                          | 9月14日        |
| 第62話     | #25      | 真宝の弾丸                   | 山下憲一            | 平山美穂                | 吉岡敏幸 竹内アキラ                 | シャッキのタイプ                | 9月21日        |
| 第63話     | #26      | ハンターは最高だ!            | 冨岡淳広            | 深澤敏則                | 仲條久美                            |                                 | 9月28日        |
| ベリンダ編 |          |                              |                     |                         |                                     |                                 |                |
| 第64話     | #1       | 混沌の子 目覚める            | 冨岡淳広            | 土田豊                  | 渡邊巧大                            | ドリ天界                        | 10月5日        |
| 第65話     | #2       | ハガンのお宝                 | 山下憲一            | 渡部穏寛                | 織岐一寛 下地彩加                   | ドリ魔界                        | 10月12日       |
| 第66話     | #3       | ベリンダのおもちゃ           | 北条千夏            | 織本まきこ              | アリエス・ナリオ フランシス・カネダ | 特異点                          | 10月19日       |
| 第67話     | #4       | 天使の羽を手に入れろ!        | 伊藤睦美            | 小山賢                  | 直井正博                            | 魔族                            | 10月26日       |
| 第68話     | #5       | 初めてのお別れ               | 福嶋幸典            | 勝間田具治              | 鍔淵和彦                            | カード                          | 11月2日        |
| 第69話     | #6       | 創造の子 フェイリン          | 冨岡淳広            | 村上貴之                | 藤崎真吾 五十内裕輔                 | 真宝学校                        | 11月9日        |
| 第70話     | #7       | フェイリンの決意             | 冨岡淳広            | 中村亮太                | 佐藤元                              | 真宝震                          | 11月16日       |
| 第71話     | #8       | わたしのボディガード         | 山下憲一            | 深澤敏則                | 吉岡敏幸 竹内アキラ                 | バナナ                          | 11月23日       |
| 第72話     | #9       | ハニワパニック!              | 伊藤睦美            | 土田豊                  | 直井正博                            | 月下大地                        | 11月30日       |
| 第73話     | #10      | ハルカなる想い               | 北条千夏            | 渡部穏寛                | 織岐一寛 下地彩加                   | 久遠の扉                        | 12月7日        |
| 第74話     | #11      | 潜入!冥王城                  | 福嶋幸典            | 織本まきこ              | アリエス・ナリオ フランシス・カネダ | ドリル                          | 12月14日       |
| 第75話     | #12      | 冥王城の決闘                 | 山下憲一            | 勝間田具治              | 鍔淵和彦                            | 神風カシム                      | 12月21日       |
| 第76話     | #13      | 妹の名はスズメ               | 山田由香            | 小山賢                  | 仲條久美                            | デスメノス                      | 12月28日       |
| 第77話     | #14      | 魔神騎ヴァンデル襲来!        | 冨岡淳広            | 村上貴之                | 藤崎真吾 渡辺奈月                   | レナス                          | 2014年 1月11日 |
| 第78話     | #15      | 蘇ったハンター               | 山下憲一            | 平山美穂                | 直井正博                            | 女神候補                        | 1月18日        |
| 第79話     | #16      | 雷轟軍神ラインハルト!        | 冨岡淳広            | 中村亮太                | 佐藤元                              | ベビーシッター                  | 1月25日        |
| 第80話     | #17      | ナガレ ふたたび              | 北条千夏            | 深澤敏則                | 吉岡敏幸 竹内アキラ                 | カタツムリエステ                | 2月1日         |
| 第81話     | #18      | 語られる真実                 | 福嶋幸典            | 渡部穏寛                | 織岐一寛 下地彩加                   | 中庸の剣                        | 2月8日         |
| 第82話     | #19      | 三種の神器                   | 山田由香            | 土田豊                  | フランシス・カネダ アリス・ナリオ   | 闇の翡翠石                      | 2月15日        |
| 第83話     | #20      | 守りたいもの                 | 山下憲一            | 勝間田具治              | 鍔淵和彦                            | 極光の翼                        | 2月22日        |
| 第84話     | #21      | ディオル、その悦び           | 冨岡淳広            | 小山賢                  | 仲條久美 佐藤元                     | キバマル                        | 3月1日         |
| 第85話     | #22      | ベリンダ覚醒                 | 福嶋幸典            | 村上貴之                | 渡辺奈月 五十内裕輔                 | ナガレ                          | 3月8日         |
| 第86話     | #23      | 神の召喚                     | 山田由香            | （勝間田具治） 平山美穂 | 直井正博                            | フェイリン                      | 3月15日        |
| 第87話     | #24      | ドリランドを救わなきゃ!      | 山下憲一            | （深澤敏則） 松阪弘     | 林祐己 竹内アキラ                   | 本物のドリル                    | 3月22日        |
| 第88話     | #25      | 大好きな世界                 | 冨岡淳広            | 黒田成美                | 渡邊巧大                            | -                               | 3月29日        |

## 放送局
| 放送地域       | 放送局         | 放送期間                     | 放送日時           | 放送系列              | 備考                         |
| -------------- | -------------- | ---------------------------- | ------------------ | --------------------- | ---------------------------- |
| 関東広域圏     | テレビ東京     | 2013年4月6日 - 2014年3月29日 | 土曜 10:30 - 11:00 | テレビ東京系列        | 製作局                       |
| 北海道         | テレビ北海道   | 2013年4月6日 - 2014年3月29日 | 土曜 10:30 - 11:00 | テレビ東京系列        | 同時ネット                   |
| 愛知県         | テレビ愛知     | 2013年4月6日 - 2014年3月29日 | 土曜 10:30 - 11:00 | テレビ東京系列        | 同時ネット                   |
| 大阪府         | テレビ大阪     | 2013年4月6日 - 2014年3月29日 | 土曜 10:30 - 11:00 | テレビ東京系列        | 同時ネット                   |
| 岡山県・香川県 | テレビせとうち | 2013年4月6日 - 2014年3月29日 | 土曜 10:30 - 11:00 | テレビ東京系列        | 同時ネット                   |
| 福岡県         | TVQ九州放送    | 2013年4月6日 - 2014年3月29日 | 土曜 10:30 - 11:00 | テレビ東京系列        | 同時ネット                   |
| 日本全域       | BSジャパン     | 2013年6月27日 - 12月19日     | 木曜 17:00 - 17:30 | テレビ東京系列 BS放送 | 2か月半遅れ ゴード編のみ放送 |
| 日本全域       | AT-X           | 2013年7月16日 - 2014年7月1日 | 火曜 20:00 - 20:30 | CS放送                | 3か月遅れ リピート放送あり   |